# Saint-Lager
Saint-Lager és un municipi francès situat al departament del Roine i a la regió d'Alvèrnia-Roine-Alps. L'any 2007 tenia 939 habitants.

## Demografia

### Població
El 2007 la població de fet de Saint-Lager era de 939 persones. Hi havia 366 famílies de les quals 96 eren unipersonals (44 homes vivint sols i 52 dones vivint soles), 123 parelles sense fills, 135 parelles amb fills i 12 famílies monoparentals amb fills.
La població ha evolucionat segons el següent gràfic:
Habitants censats

### Habitatges
El 2007 hi havia 433 habitatges, 374 eren l'habitatge principal de la família, 29 eren segones residències i 30 estaven desocupats. 339 eren cases i 94 eren apartaments. Dels 374 habitatges principals, 232 estaven ocupats pels seus propietaris, 120 estaven llogats i ocupats pels llogaters i 22 estaven cedits a títol gratuït; 5 tenien una cambra, 14 en tenien dues, 50 en tenien tres, 89 en tenien quatre i 216 en tenien cinc o més. 285 habitatges disposaven pel capbaix d'una plaça de pàrquing. A 176 habitatges hi havia un automòbil i a 163 n'hi havia dos o més.

### Piràmide de població
La piràmide de població per edats i sexe el 2009 era:
| Homes | Edats   | Dones |
| ----- | ------- | ----- |
| 0     | 95 o +  | 0     |
| 8     | 90 a 94 | 0     |
| 4     | 85 a 89 | 8     |
| 4     | 80 a 84 | 12    |
| 12    | 75 a 79 | 12    |
| 8     | 70 a 74 | 12    |
| 24    | 65 a 69 | 20    |
| 20    | 60 a 64 | 28    |
| 20    | 55 a 59 | 4     |
| 32    | 50 a 54 | 36    |
| 28    | 45 a 49 | 16    |
| 32    | 40 a 44 | 36    |
| 32    | 35 a 39 | 48    |
| 60    | 30 a 34 | 20    |
| 20    | 25 a 29 | 36    |
| 28    | 20 a 24 | 16    |
| 24    | 15 a 19 | 36    |
| 52    | 10 a 14 | 36    |
| 32    | 5 a 9   | 52    |
| 52    | 0 a 4   | 28    |

## Economia
El 2007 la població en edat de treballar era de 582 persones, 470 eren actives i 112 eren inactives. De les 470 persones actives 451 estaven ocupades (235 homes i 216 dones) i 19 estaven aturades (8 homes i 11 dones). De les 112 persones inactives 42 estaven jubilades, 48 estaven estudiant i 22 estaven classificades com a «altres inactius».

### Ingressos
El 2009 a Saint-Lager hi havia 374 unitats fiscals que integraven 936 persones, la mediana anual d'ingressos fiscals per persona era de 17.012,5 €.

### Activitats econòmiques
Dels 52 establiments que hi havia el 2007, 1 era d'una empresa alimentària, 4 d'empreses de fabricació de material elèctric, 5 d'empreses de fabricació d'altres productes industrials, 9 d'empreses de construcció, 12 d'empreses de comerç i reparació d'automòbils, 2 d'empreses de transport, 3 d'empreses d'hostatgeria i restauració, 5 d'empreses financeres, 3 d'empreses immobiliàries, 7 d'empreses de serveis i 1 d'una empresa classificada com a «altres activitats de serveis».
Dels 16 establiments de servei als particulars que hi havia el 2009, 1 era un taller d'inspecció tècnica de vehicles, 2 paletes, 2 guixaires pintors, 2 fusteries, 1 lampisteria, 2 electricistes, 1 perruqueria, 3 restaurants i 2 agències immobiliàries.
L'únic establiment comercial que hi havia el 2009 era una fleca.
L'any 2000 a Saint-Lager hi havia 78 explotacions agrícoles que ocupaven un total de 726 hectàrees.

## Equipaments sanitaris i escolars
El 2009 hi havia una escola elemental.

## Poblacions més properes
El següent diagrama mostra les poblacions més properes.